# Piotr Mocarski
Piotr "Mozart" Mocarski – artysta kabaretowy, zadebiutował na scenie w październiku 1999 w Kabarecie Widelec.
Po kilku latach postanowił założyć własną formację. Najpierw powstał Kabaret PePe, a kilka lat później można było oglądać go jako solistę pod nazwą Kabaret Pietromozi. Jako Pietromozi wygrał Ogólnopolski Festiwal Kabaretowy w Gdańsku Wyjście z Cienia.
Z większym doświadczeniem scenicznym powrócił do Kabaretu Widelec i z nimi w 2008 roku wygrał krakowską PaKĘ.
W listopadzie 2008, oprócz grania w Widelcu, powrócił na scenę również jako solista – Kabaret Piotr Mozart Mocarski. Od sierpnia 2009 nie występuje w Kabarecie Widelec.
W październiku 2010 roku zagrał rolę Rocha w filmie Wataha. Premiera filmu: październik 2011.